# 長友貴樹
長友 貴樹（ながとも よしき、1952年（昭和27年）11月23日 - ）は、日本の政治家。東京都調布市長（6期）。

## 来歴
新潟県新潟市に生まれる。
明治大学附属中野高等学校を卒業。
慶應義塾大学法学部政治学科卒業。慶應義塾大学在学中は弁論部に所属。
大学卒業後は日本貿易振興会（JETRO）に勤務、在職中はフランスやベルギーに赴任。
1991年9月より1994年3月まで、中央大学非常勤講師。専門は国際関係論。
2002年4月、日本貿易振興会を退職。
2002年、調布市長選挙に、第6代調布市長を1986年（昭和61年）から2002年（平成14年）まで4期16年にわたり務めた吉尾勝征への多選批判を主題に掲げ無所属で立候補、初当選を果たした。
2006年、再選。2010年、無投票で3選。2014年に4選。2018年に5選。
2022年6月26日に行われた調布市長選挙で、新人で会社員の磯部隆を破り当選。6選である。

## 市政
- 2020年5月15日、新型コロナウイルス対策の財源に充てるため、自身と副市長、教育長の6月から11月までの月額給与を10％減額すると発表した[3]。